# Edo Murtić

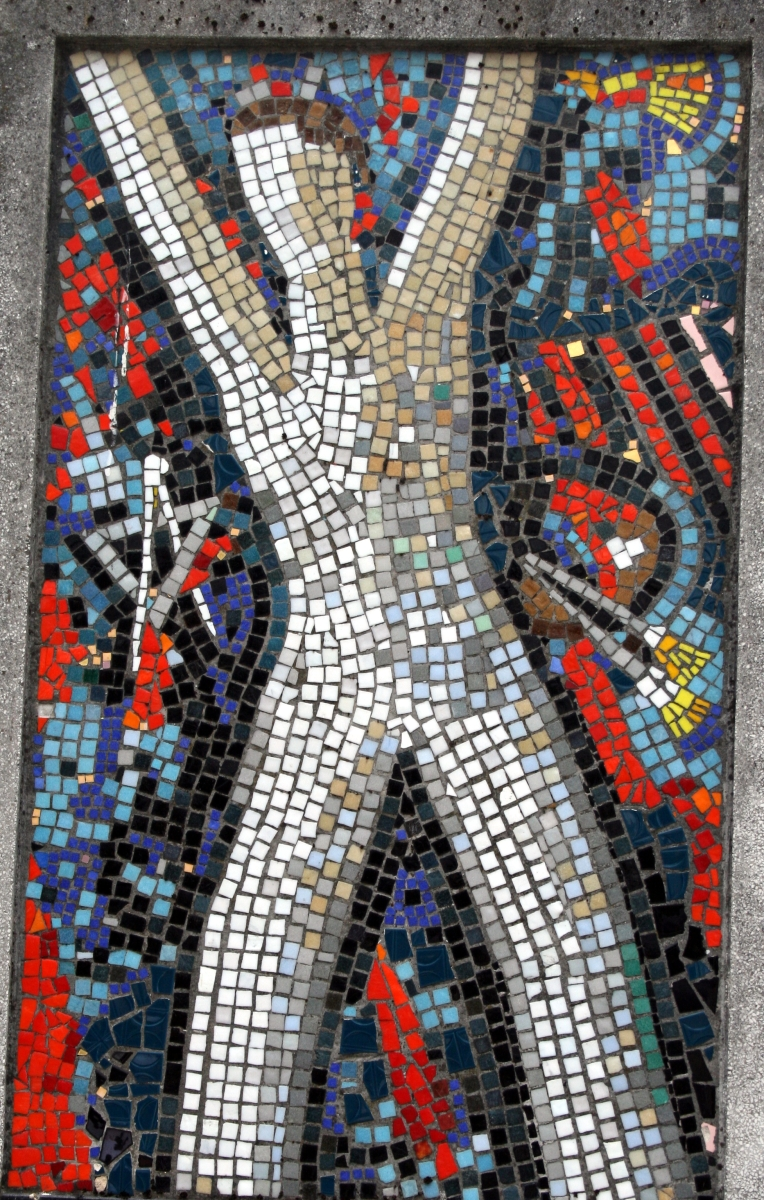
Mozaika, dzieło Edo Murticia

Edo Murtić (ur. 4 maja 1921 w Velikiej Pisanicy, zm. 2 stycznia 2005 w Zagrzebiu) – malarz chorwacki.
Studiował w akademiach sztuk pięknych w Zagrzebiu i Belgradzie. Od młodości zafascynowany ideami socjalistycznymi, brał udział w antyfaszystowskim ruchu oporu w okresie II wojny światowej; z czasów wojennych pochodzą ilustracje, plakaty i rysunki propagandowe.
Pierwszą wystawę indywidualną miał w 1952, od tego czasu zyskał sławę zarówno w Jugosławii, jak i na całym świecie jako przedstawiciel abstrakcyjnego ekspresjonizmu. Uczestniczył w ponad 300 wystawach zbiorowych. Został członkiem Chorwackiej Akademii Nauk i Sztuki (1997), działał także w chorwackim Komitecie Helsińskim.